# Kurhausstraße 10 (Bad Kissingen)

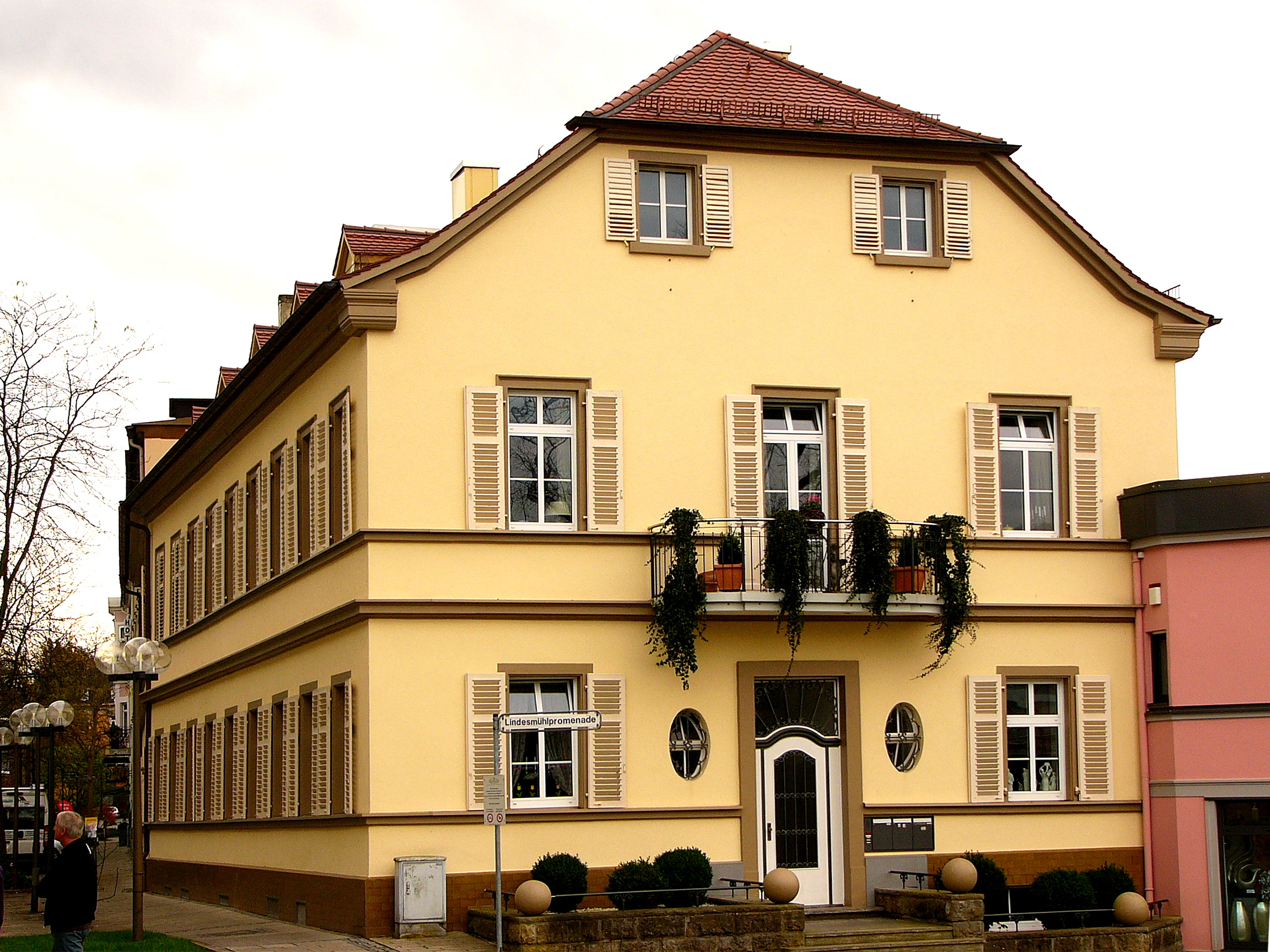
Kurhausstraße 10 in Bad Kissingen

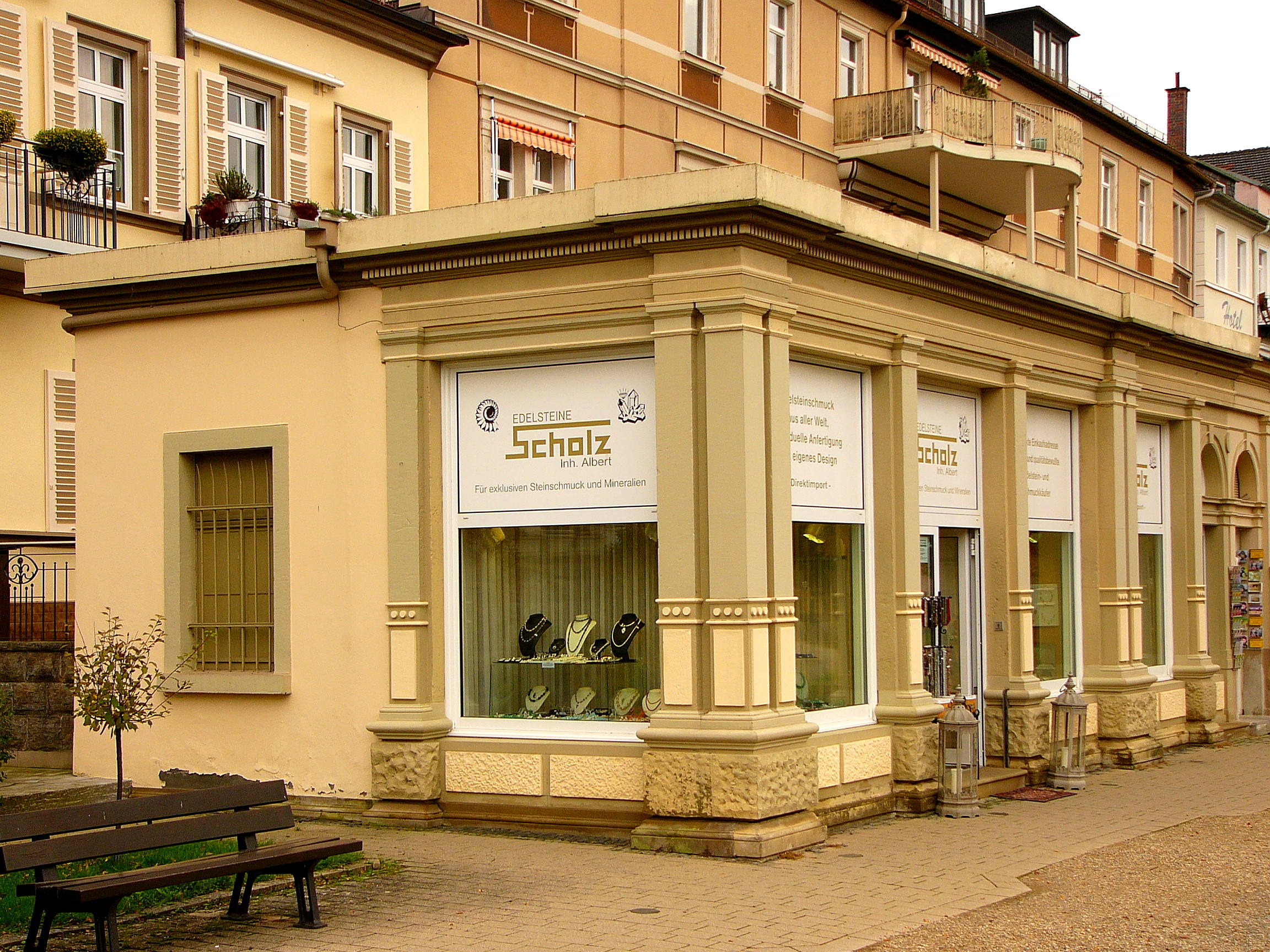
Ladenzeile

Das Gebäude Kurhausstraße 10 in der Kurhausstraße in Bad Kissingen, der Großen Kreisstadt des unterfränkischen Landkreises Bad Kissingen, gehört zu den Bad Kissinger Baudenkmälern und ist unter der Nummer D-6-72-114-34 in der Bayerischen Denkmalliste registriert.

## Geschichte
Das zweigeschossige Wohnhaus mit Halbwalmdach wurde um das Jahr 1830 als eines der ältesten der heutigen, in der Kurhausstraße befindlichen Gebäude errichtet. Das Anwesen ist im Stil des Biedermeier proportioniert und gegliedert. Zum Anwesen gehörte eine im Jahr 1843 im Zuge einer Hauserweiterung abgerissen wurde.
Um 1900 entstand die rückseitige, zum Anwesen gehörende Ladenzeile an der Lindesmühlpromenade. Bei der in Formen der Neorenaissance gestalteten Ladenzeile handelt es sich um ein eingeschossiges Gebäude mit Flachdach, Pilastergliederung und Rustikasockel.
Während der Zeit des Nationalsozialismus waren drei Bewohner des Anwesens von Verfolgung betroffen. Im Jahr 1943 wurde Juwelier Simon Hermann Rosenau, seine Frau Paula Rosenau sowie Hermann Sigmund Rosenau, Simon Hermann Rosenaus Sohn aus erster Ehe, in das Konzentrationslager Auschwitz deportiert, wo sie starben. An sie erinnern drei vor dem Anwesen befindliche Stolpersteine.